# Иракская ядерная программа
Ядерная программа Ирака

## Сотрудничество с СССР
17 августа 1959 СССР и Ирак подписали соглашение, которое предусматривало исключительно в мирных целях оказание технического содействия Багдаду в строительстве небольшого исследовательского реактора, изотопной лаборатории, а также в подготовке кадров и проведении геолого-разведочных работ на радиоактивные руды.
В 1968 году в пустыне Тхувайтха недалеко от столицы Ирака был запущен исследовательский реактор ИРТ-2000 (мощность 2 МВт).
В апреле 1975 в Москву прибыл Саддам Хусейн (занимавший в тот момент должность вице-президента Ирака) с целью получения более совершенного ядерного реактора. Москва согласилась при условии, что проект будет проходить под контролем МАГАТЭ, что категорически не устроило Ирак.

## Сотрудничество с Францией
Через полгода, осенью 1975 года, во Франции, в рамках официального визита, Саддам Хуссейн быстро и легко договорился с французским премьер-министром Жаком Шираком о том, о чём не смог договориться в апреле с Москвой. В ноябре было заключено соглашение со следующими условиями:
- поставка мощного реактора «Осирак»
- поставка исследовательской лаборатории «Изис»
- разовая поставка годичного запаса топлива для реактора (в размере 72 кг обогащённого до 93 % урана).
- проект осуществляется без надзора МАГАТЭ
- сумма сделки — около 3 млрд долларов.

Подобное соглашение позволяло Ираку получить всё необходимое для изготовления нескольких бомб, с мощностью, аналогичной хиросимским.
1976 — Багдад заключил контракт с Италией на закупку «горячих камер», пригодных для выделения плутония из топливных элементов реактора. Франко-итальянская комбинация давала возможность создать плутониевую бомбу в течение нескольких лет.
1979 — атомный реактор для Ирака был построен и доставлен в порт Ла-Сен-сюр-Мер около Тулона для отправки иракским судном в Басру, но в ночь на 7 апреля израильский «Моссад» силами своих десяти агентов взорвал в порту транспортный корабль, и реактор был разрушен. Французское правительство объявило, что поставит Ираку новый реактор.
1980 — второй реактор «Осирак» благополучно доставлен в Ирак и размещён в пустыне Тхувайтха, где он и был запущен. Комиссия МАГАТЭ побывала в ядерном центре в пустыне Тхувайтха, но нарушений режима нераспространения ядерного оружия не обнаружила.
Иракцы в это же время активно вели переговоры о поставках обогащённого урана с итальянскими и западногерманскими фирмами (обычный уран поступал в Ирак из Нигера, Бразилии и Португалии).

## Операция «Опалённый меч»
30 сентября 1980 года, в ходе ирано-иракской войны, иранские ВВС нанесли удар по Центру ядерных исследований Тувайта в 15 км к югу от Багдада. Удар нанес серьезный ущерб строящемуся реактору, приостановив иракскую ядерную программу на несколько месяцев.

## Операция «Опера»
1980 — Руководство Израиля считало, что Багдад всё же нарушает режим нераспространения ядерного оружия, и 29 октября 1980 года израильский кабинет министров утвердил план нанесения авиаудара по иракскому ядерному центру.
1981 — 7 июня в 16.00 с военной базы Эцион близ Эйлата взлетели восемь истребителей-бомбардировщиков F-16, каждый из которых нёс по две 908-кг управляемые бомбы Mk.84, и столько же самолётов прикрытия F-15. Эскадрилья обошла с юга иорданскую систему ПВО и через воздушное пространство Саудовской Аравии достигла Центру ядерных исследований Тувайта, по которому в 18:35 нанесла удар. 
Ядерная программа Ирака была остановлена. Франция более реакторы в Ирак не поставляла.

## См.также
- Биологическое оружие Ирака (см. Вторжение США и их союзников в Ирак (2003)#Предыстория)
- Химическое оружие Ирака (см. Анфаль)
- Египет и оружие массового поражения